# Draba lemmonii
Draba lemmonii är en korsblommig växtart som beskrevs av Sereno Watson. Draba lemmonii ingår i släktet drabor, och familjen korsblommiga växter. Inga underarter finns listade i Catalogue of Life.

## Bildgalleri

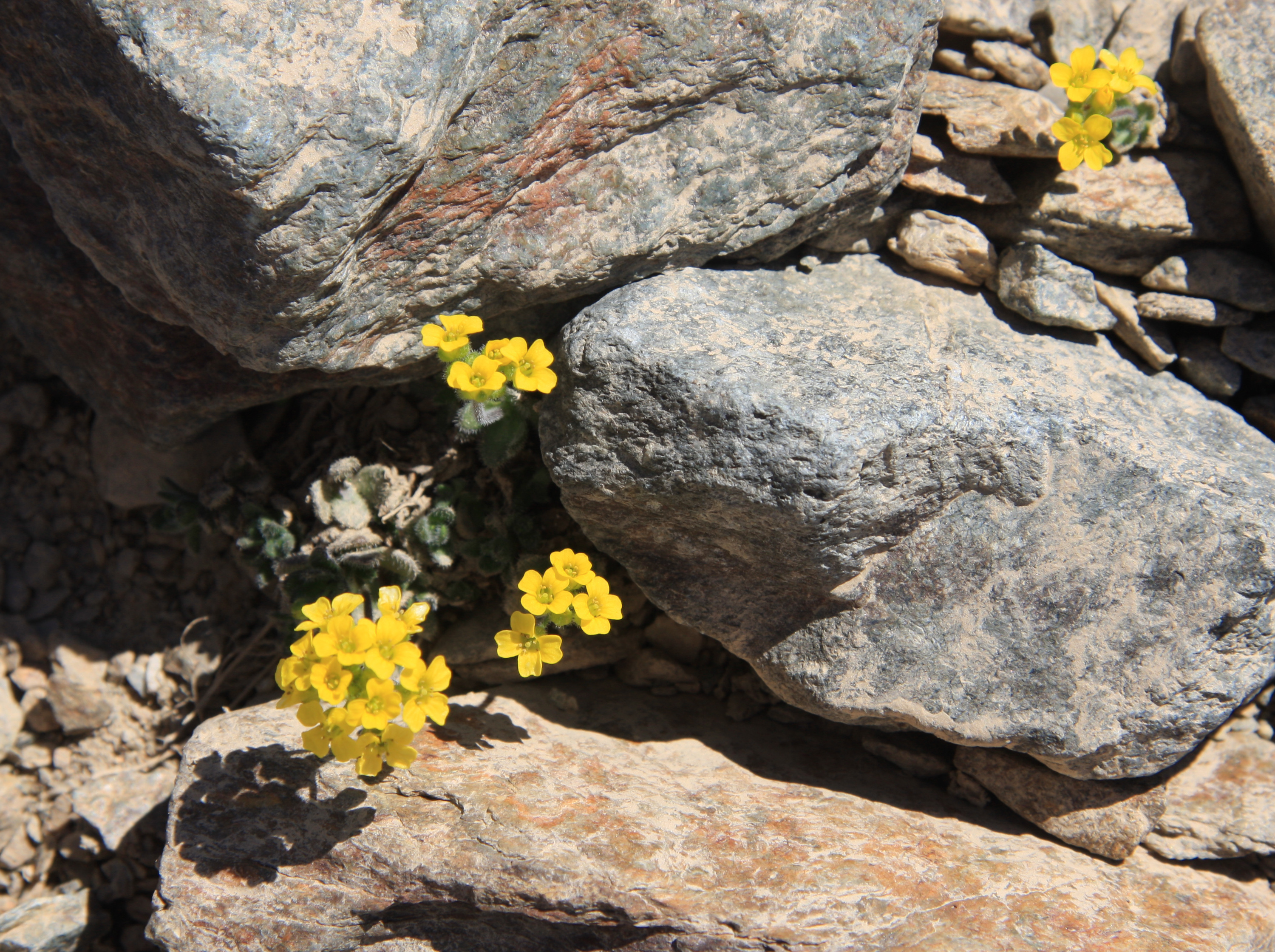
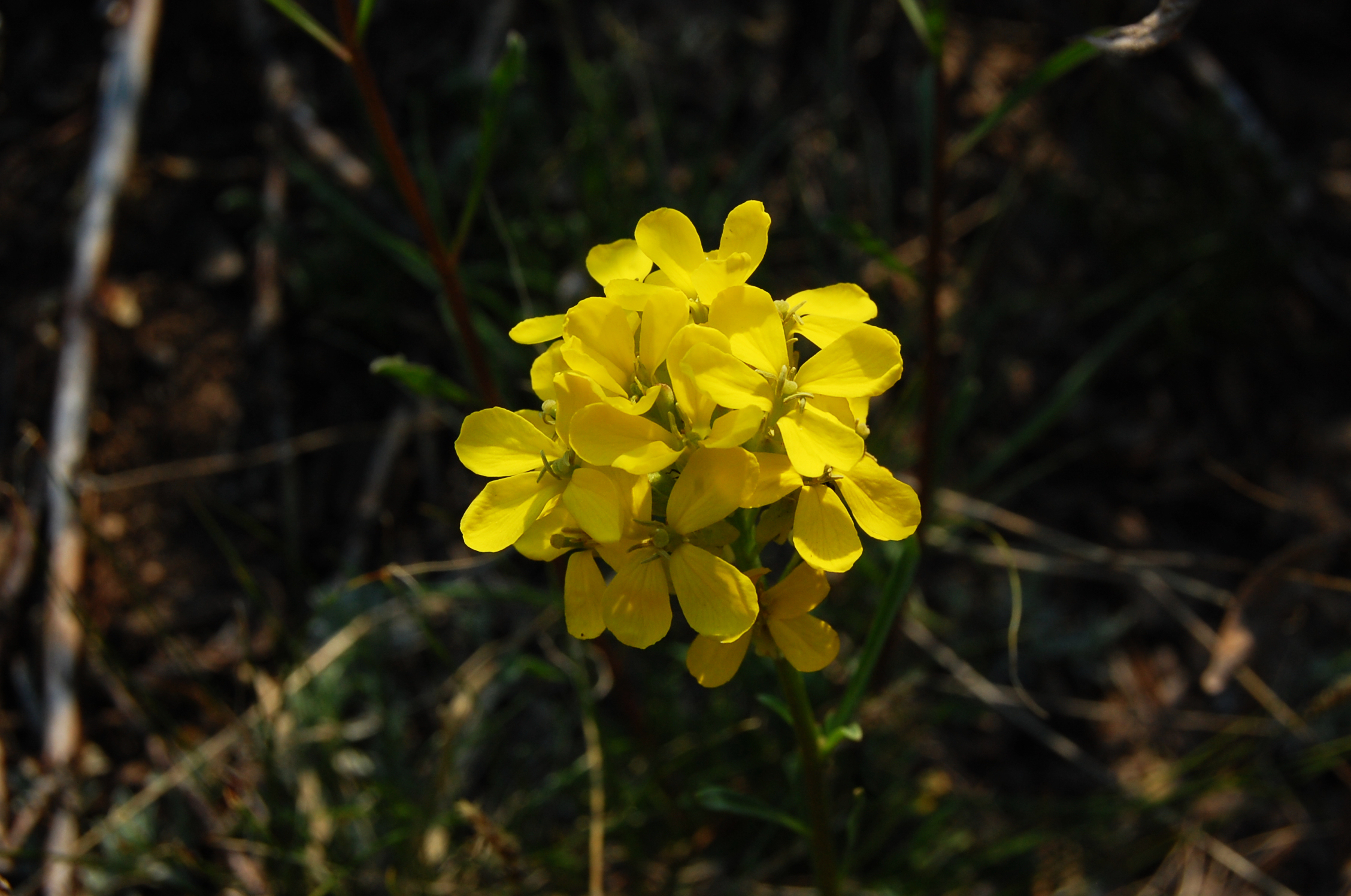
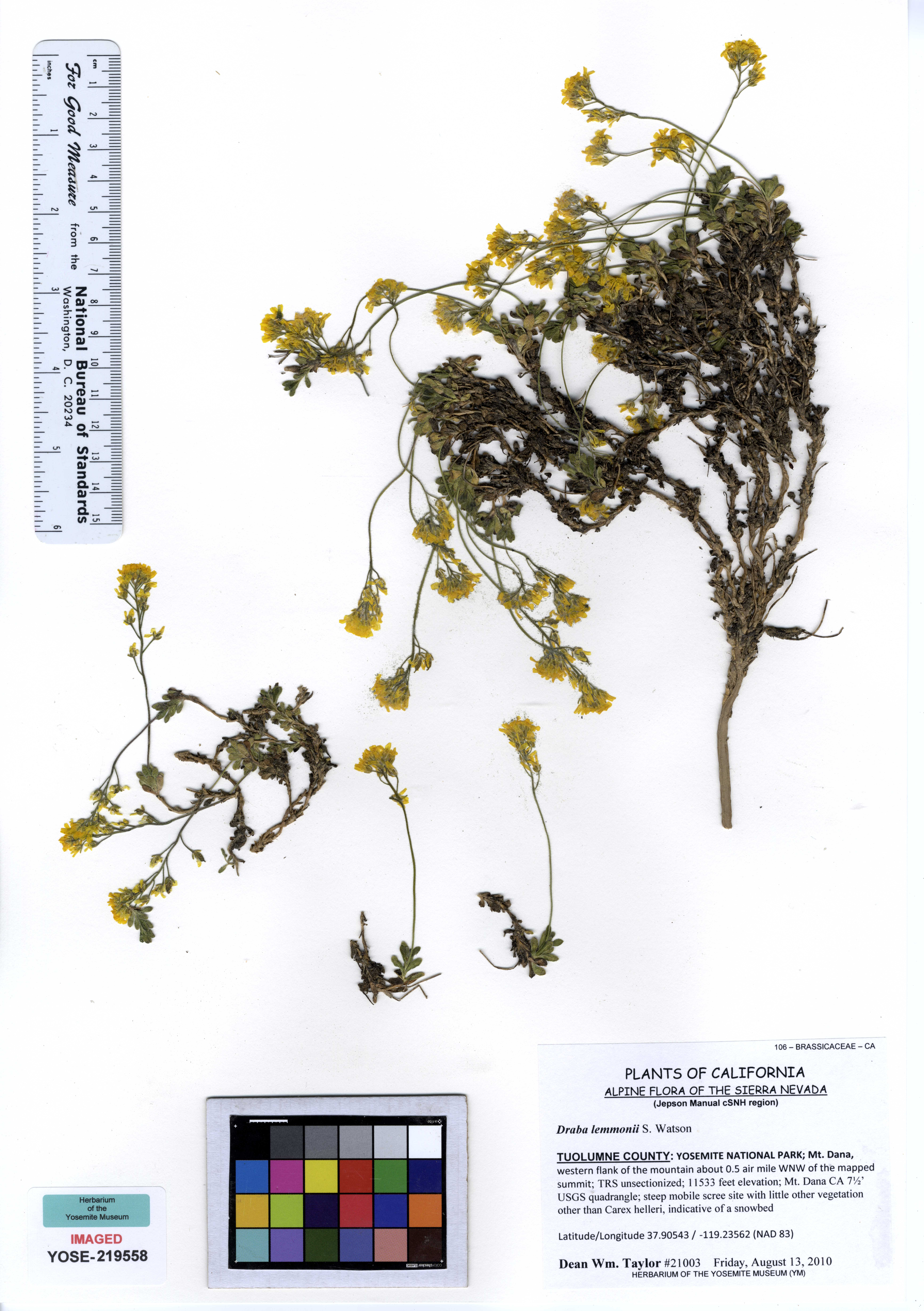